# Clube Recreativo Maravilha
O Clube Recreativo Maravilha (CRM) é um clube de futebol sediado na cidade da Maravilha (Santa Catarina / Brasil). Disputou a Divisão de Acesso, o que em Santa Catarina equivale a terceira divisão profissional, por dois anos. Em 2005 ficou com o 9º lugar, em 10 clubes participantes. Suas Cores são Preto, Branco e Vermelho. E tem como Mascote Oficial a Cobra-coral.
Já em 2006 chegou ao quadrangular final da competição, mas não conseguiu o acesso à Divisão Especial. A equipe do CRM ficou em 4ª lugar, atrás do Blumenau Sport Club,  que ficou em 3º lugar, e do Videira e do Camboriuense, respectivamente segundo e primeiro colocados. Os dois primeiros subiram para a Divisão Especial.
Atualmente encontra-se licenciado, não disputando competições profissionais.
É uma das forças do futebol amador em Santa Catarina. Prova disso é o título catarinense desta categoria conquistado em 1994. Um hexagonal final com cada campeão regional do Estado ocorreu em Maravilha em maio daquele ano, sob organização da Federação Catarinense de Futebol (FCF).
Na final, o CRM venceu o Arabutã, de Capinzal, por 2 a 1, sagrando-se Campeão Estadual de Amadores, maior título da história do clube. O presidente da FCF à época, Dr. Delfim de Pádua Peixoto Filho, entregou a taça ao capitão Peninha, que a levantou sob o olhar de centenas de entusiasmados torcedores maravilhenses.
Atualmente, a principal competição futebolística que envolve o CRM e a cidade de Maravilha, apaixonada por seu clube, é a fase Oeste do Estadual de Amadores. Na década de 90, este campeonato recebia o nome de Copa RBS - que, na condição de patrocinadora, reprisava os gols durante o Jornal do Almoço local.
O rubro-negro maravilhense foi bicampeão da Copa RBS, frente ao Ipiranga, de São José de Cedro (título que credenciou o CRM à disputa do Estadual em 1994), e Pérola, de São Miguel do Oeste, ambas finais disputadas no Estádio Dr. José Leal Filho. Estas decisões, mais a partida frente ao Arabutã, estão para sempre na memória da torcida maravilhense.
Já pelo Campeonato Regional organizado pela Liga Maravilhense de Desportos, o CRM foi bicampeão em 1990 e 1991 e, mais recentemente, levou a taça em 2017, após uma belíssima final contra o Fluminense, de Tigrinhos. E em 2016, chegou à semifinal da fase Oeste do Estadual de Amadores, quando foi eliminado por Xanxerê, que ficou com o título. Para este ano, novamente o CRM vai em busca desta importante conquista.
Em âmbito regional, o CRM disputa verdadeiros clássicos contra clubes de cidade próximas a Maravilha: AEPA (Palmitos), Cometa (Itapiranga), Guarani (São Miguel do Oeste), Ipiranga (São José do Cedro), Ajap (Pinhalzinho), Harmonia (Guaraciaba), Fluminense (Tigrinhos), Metropol (São Carlos), Ipanema (Mondaí), entre outros.
Jogadores notáveis (década de 1990): Ademir Padilha (cuja arquibancada do Estádio Dr. José Leal Filho leva o seu nome), Borjão, Elton (os dois, gols do título Estadual de 1994), Peninha, Lodi, Pisto, Arizinho, Jonas, Gringo, Mozart, Picolli (bicicleta e gol do título da Copa RBS frente ao Pérola), Neguinho, entre outros.

## Títulos
| Estaduais | Estaduais                    | Estaduais | Estaduais  |
|           | Competição                   | Títulos   | Temporadas |
|           | Campeão Estadual de Amadores | 1         | 1994       |
| --------- | ---------------------------- | --------- | ---------- |